# Riluzole
Le riluzole est un médicament utilisé pour traiter la sclérose latérale amyotrophique. Il interfère dans l'utilisation du glutamate, mais son mode d'action n'est pas clairement élucidé.

## Développement et commercialisation
Le riluzole a été développé par Rhône-Poulenc dans les années 80 sous la référence PK 26124.
Le riluzole est commercialisé par Sanofi sous le nom de marque Rilutek. En 2012, il est disponible sous forme de médicament générique.

## Posologie
Il est utilisé par voie orale à la dose moyenne de 100 mg par jour chez l'adulte.

## Efficacité et tolérance
L'efficacité du riluzole est modeste et prolongerait l'espérance de vie des patients atteints de SLA de quelques mois. Le médicament est bien toléré et ne provoque généralement que des effets indésirables mineurs et réversibles.